# بيلي أولسون (منافس ألعاب قوى)
بيلي أولسون (بالإنجليزية: Billy Olson)‏ هو منافس ألعاب قوى أمريكي، ولد في 19 يوليو 1958.

## وصلات خارجية
- بيلي أولسون على موقع الاتحاد الدولي لألعاب القوى (الإنجليزية)
- بيلي أولسون على موقع أوليمبيديا (الإنجليزية)